# Gaetuli
De Gaetuli waren een, of of een groep van, Berbervolken in zuidelijk Noord-Afrika.

## Geschiedenis
Terwijl onder de oude Grieken de Gaetuli worden gerekend tot de volkeren die tot de Libiërs behoorden, onderscheidt Sallustius de Gaetuli van de Libiërs, die hij tussen Gaetulia en de Middellandse Zee plaatst.
De Gaetuli worden in de oudheid onder deze naam genoemd in Noord-Afrika, over een groot gebied ten zuiden van de Romeinse provincies Africa en Mauretania. Volgens de Griekse historicus Strabo waren zij het talrijkste volk in Noord-Afrika, maar ook het minst bekende.
Toen in 264 v.Chr. de Eerste Punische Oorlog uitbrak, huurde de Carthaagse generaal Hannibal Gisco de Gaetuli in als huurlingen. De belangrijkste reden was dat de Carthaagse marine zo zwaar op de proef werd gesteld dat Hannibal besloot de landroute langs de Zuilen van Hercules te nemen. Hiervoor huurde hij de Gaetulische cavalerie in, die niet alleen in staat bleek Noord-Afrika te doorkruisen, maar ook een formidabele efficiëntie bleek te hebben in Hannibals campagnes op het Europese continent, te beginnen met zijn campagnes in Iberië.
De Romeinse auteur Plinius de Oudere noemt de macht van twee Gaetuli-stammen: de Baniurae en de Autololes (ook wel Galaules genoemd).
Plinius de Oudere beschrijft hen als bijzonder gevaarlijke barbaren en altijd bereid om te plunderen. Vergilius maakt hun legendarische koning Iarbas en zijn mannen tot vertegenwoordigers van een volk van formidabele krijgers, en Strabo beschrijft hen als "machtigste van de Libische naties". Sallustius presenteert ze in zijn werk Bellum Iugurthinum samen met de oude Libiërs als "ruw, grof, zich voedend met het vlees van wilde dieren, gras etend als dieren".
Het land van de Gaetuli stond in Latijnse bronnen ook bekend om zijn purper en zijn wilde dieren.
Twee eeuwen later hadden de Gaetuli grote krijgerservaring opgedaan, maar bovenal de kunst ontwikkeld van het onderhandelen over hun diensten als huurlingen. In 107 v.Chr. deed de Numidische koning Jugurtha, die tegen het Romeinse leger vocht, op zijn beurt een beroep op hen. Alvorens te accepteren, bood laatstgenoemde Rome een ander contract aan: de consul Marius biedt laatstgenoemde de belofte van zowel Numidische landen als het Romeinse staatsburgerschap aan, wat tot gevolg heeft dat de Gaetuli zich verzamelen. In 103 werd Jugurtha verslagen: de provincie Africa werd opgericht. In het jaar 6 AD kwamen de Gaetuli in opstand tegen Juba II. De kolonie Madauros (huidige M’daourouch) werd volgens Apuleius gesticht om deze stammen in de gaten te houden. De Gaetuli verkregen vervolgens in grote aantallen het Romeinse staatsburgerschap en grote eigendommen werden geconfisqueerd van de verslagen Numidiërs. Rome, dat van deze operatie wilde profiteren, bood de Gaetuli land aan de rand van Mauretania aan om de grenzen te consolideren.
De vestiging van de Gaetuli op de geconfisqueerde landen werd niet gemakkelijk geaccepteerd door de verslagen Numidische bevolking. De Gaetuli bleven de Romeinen bijna een eeuw lang steunen bij het neerslaan van volksopstanden, en gingen zelfs zo ver dat ze in 19 v.Chr. samen met Lucius Cornelius Balbus deelnamen aan de onderdrukking van een opstand. Deze opstand bracht heel Noord-Afrika in vuur en vlam, van Mauretania tot Cyrenaica, via de Garamanten-gebieden in de Sahara en de Numidische gebieden in het noorden, maar Balbus en zijn Gaetulische bondgenoten slaagden erin het neer te slaan.
Na een eeuw van sedentarisatie verdween de praktijk van Gaetuli-cavalerie uiteindelijk, en de Gaetuli genoemde mensen met haar. De verdeling van het land verspreidde de bevolking, en de sedentarisatie ervan droeg bij tot het verdwijnen van de cavalerie. De Gaetuli gingen dus op in de andere Berberse bevolkingsgroepen in het noorden van het huidige Algerije. Rome bereikte aldus haar doel om het Romeinse grondgebied van de Maghreb te doorkruisen, ervoor te zorgen dat de Pax Romana daar regeerde en de zuidelijke grenzen te stabiliseren. Vanaf ongeveer 250 n.Chr. bestaan er geen vermeldingen meer over de Gaetuli.

## Afkomst
Volgens de historicus Jehan Desanges zou de term "Gaetuli" meer een manier van leven aanduiden dan een bepaald en homogeen volk, volgens Yves Monderan een bewijs van de "grote onomastische flexibiliteit" van de Berbervolken in Romeinse bronnen.
De etymologie van de naam Gaetuli wordt vandaag de dag nog steeds als onduidelijk beschouwd. Het wordt in het Grieks weergegeven onder de vorm Γαιτοῦλοι, Gaitoûloi, en in het Latijn onder de varianten Gaetūli en Gētūli. De regio die de Gaetuli bewoonden wordt in het Grieks Γαιτουλἰα, Gaitoulỉa en in het Latijn Gaetūlĭa genoemd.
De Gaetuli worden beschreven als nomadische, opmerkelijke ruiters die zich concentreerden in de oases van de westelijke Sahara, in wat nu de Algerijnse woestijn is, over grote delen van Noordwest-Afrika, ten zuiden van Numidië en Mauretanië, ten tijde van de Romeinse bezetting van Afrika. Strabo maakt hen de zuiderburen van de Garamanten. In een van zijn epigrammen vermeldt de Romeinse dichter Martialis "de hutten van de zwarte kinderen van Gaetulia".
Er wordt aangenomen dat de Gaetuli het paard adopteerden via de Egyptenaren, die het zelf ontvingen van de volkeren van Centraal-Azië. de Gaetuli leefden voornamelijk langs de zuidelijke hellingen van de Atlasketen, relatief gespaard door de voortschrijdende woestijnvorming van de Sahara.
In ieder geval ontwikkelden de Gaetuli een effectieve cavalerie en controleerden zo twee trans-Sahara-routes. De ene vertrekt vanuit Chella, het huidige Salé in Marokko, en de andere vanuit Madauros (huidige M’daourouch, in het oosten van Algerije: beide eindigen bij de Niger. Deze gebieden zijn tegenwoordig die van de Nememcha in de huidige Souk Ahras en Tébessa, die, net als de oude Gaetuli, nomadische herders waren, kooplieden in zout, specerijen, slaven en krijgers die aanvallen leidden tegen de gevestigde bevolking in het noorden of zuiden van de woestijn, of het verhuren van hun diensten als huurlingen.
Volgens Émile-Félix Gautier kwamen de voorouders van de huidige Zenata rond de 5e eeuw de Maghreb binnen, tijdens de late oudheid, en Gabriel Camps denkt dat ze de Gaetuli vervingen: hij onderscheidt de Gaetuli van de Numidiërs en de Mauri. Maar volgens Rachid Bellil hebben onderzoekers uit het koloniale tijdperk in Algerije de Zenetes niet benaderd, en hebben ze de taalkundige dimensie van het Zenete-volk niet waargenomen, die volgens Ibn Khaldoun en de hedendaagse Algerijnse geschiedschrijving geen "vervangers", maar "deel waren" van de oudste Berberstammen, door de Romeinen aangeduid als "Gaetuli".
De historicus Ernest Mercier noemt als "Gaetulisch" de Berberconfederaties der Zenata en Sanhaja, evenals de Houara, de Ghomara en de Masmuda.